# زنده (فیلم ۱۹۹۳)
زنده (انگلیسی: Alive) فیلمی در ژانر اکشن، مستند درام، و درام به کارگردانی فرانک مارشال است که در سال ۱۹۹۳ منتشر شد.

## داستان
سیزدهم اکتبر سال ۱۹۷۲. هواپیمای حامل یک گروه راگبی که از اروگوئه به شیلی می‌رود بر اثر آب و هوای بد و طوفانی در دامنهٔ کوه‌های آند سقوط می‌کند. تعدادی از مسافران و سرنشینان هواپیما کشته می‌شوند ولی عدهٔ زیادی هم زنده می‌مانند …

## بازیگران
- ایثن هاک
- وینسنت اسپانو
- جاش همیلتون
- جان نیوتون
- ایلیانا داگلاس
- جاش لوکاس
- دنی نوچی
- جان مالکوویچ
- گوردون کوری
- جک نوثورتی